# Estadio Alejandro Morera Soto
Het Estadio Alejandro Morera Soto is een multifunctioneel stadion in de stad Alajuela, Costa Rica. Het stadion wordt vooral gebruikt voor voetbalwedstrijden, de voetbalclub Alajuelense maakt gebruik van dit stadion. Behalve sport vinden er ook wel eens concerten plaats. In het stadion is plaats voor 17.895 toeschouwers. Het stadion is vernoemd naar Alejandro Morera (1909–1995), een van de beste voetballers uit Costa Rica aller tijden. Het werd geopend in 1942 en in 2001 gerenoveerd.

## Internationale toernooien
In 2010 was dit het stadion waar het CONCACAF-kampioenschap voetbal vrouwen onder 17 werd georganiseerd. Dat toernooi was van 10 tot en met 20 maart in Costa Rica en in dit stadion was onder andere de finale tussen Mexico en Canada (0–1). In 2014 was er weer een internationaal toernooi, het Wereldkampioenschap voetbal vrouwen onder 17 was toen van 15 maart tot en met 4 april in Costa Rica. In dit stadion waren er 6 groepswedstrijden. 